# Bernhard Bøggild
Bernhard Bøggild, född den 1 mars 1858 i Vammen, vid Viborg, död den 27 april 1928, var en dansk mejerist.
Bøggild blev 1882 polyteknisk kandidat, 1886 Landhusholdningselskabets mejerikonsulent och 1903-23 professor vid Landbohøjskolen. 
Bøggild författade arbeten om Mælkeribruget i Danmark (1890; 4:e upplagan 1916) och Mælkeribruget i fremmede lande (1897).
Bøggild var ledamot av styrelsen för Federation internationale de laiterie samt av svenska Lantbruksakademien (1919).

## Utmärkelser
- Riddare av Dannebrogorden,  1907[2]
- Dannebrogsmännens hederstecken,  1928[2]

[Redigera Wikidata]